# C++/CX
C++/CX (Visual C++ Component Extensions，Visual C++ 组件扩展) 是微软的C++编译器对C++的扩展，使得程序员可以比较方便地编写面向Windows Runtime(WinRT)的程序。这个语言规范引入了一系列语法和类库抽象，以对C++程序员来说比较自然的方式暴露了基于组件对象模型（COM）的WinRT编程范型的接口。
这个语言扩展从C++/CLI借用了语法，但是是面向WinRT和原生码而不是通用语言运行库和托管代码。

## 扩展语法
C++/CX为WinRT编程引入了新的语法。和平台独立的语法和C++11标准兼容。

### 物件 (Objects)
WinRT物件的创建方式是通过ref new关键字，并赋值给具有^(帽子)注记的类型的变量，这个帽子标记是继承自C++/CLI。
```
Foo
^
 
foo
 
=
 
ref
 
new
 
Foo
();

```

一个WinRT变量仅仅是一对指针，一个指向虚函数表(Virtual method table（页面存档备份，存于）)，另一个指向物件的内部数据(Opaque pointer（页面存档备份，存于）)。

#### 引用计数 (Reference counting)
一个WinRT物件是使用引用计数模式来维护其生命期的，处理方式类似于被智能指针封装的常规C++物件。物件在没有引用时销毁。尽管没有垃圾回收机制，但是语言规范也保留了gcnew关键字以备以后使用。

#### 類型 (Classes)

##### 運行類型 (Runtime classes)
運行類型包含了元件擴展的建構函式。這類型也被簡單地稱為 ref classes，因為它們是用 ref class 創建的。
```
public
 
ref
 
class
 
MyClass

{

};

```

##### 局部类型 (Partial classes)
C++/CX引入了局部类型的概念。这个特性使得一个类的定义可以被分离到多个文件，使得XAML图形用户界面设计工具能够自动生成部分代码到一个单独的文件，以避免干扰程序员写的代码。这些局部类型在编译时合并。这个特性在类似C#之类的CLI语言中已经存在很多年。局部类型并未成为C++标准，所以并不能在纯C++11代码中使用。
这里是一个设计工具生成的局部类型示例：
```
// foo.private.h

#pragma once

partial
 
ref
 
class
 
foo

{

private
:

   
int
 
id_
;

   
Platform
::
String
^
 
name_
;

};

```

这里是一个程序员编写的类示例。生成的局部类型在开头被导入，注意这里partial关键字不是必要的：
```
// foo.public.h

#pragma once

#include
 
"foo.private.h"

ref
 
class
 
foo

{

public
:

   
int
 
GetId
();

   
Platform
::
String
^
 
GetName
();

};

```

这是局部类型的实现部分代码的示例：
```
// foo.cpp

#include
 
"pch.h"

#include
 
"foo.public.h"

int
 
foo::GetId
()
 
{
return
 
id_
;}

Platform
::
String
^
 
foo
::
GetName
 
{
return
 
name_
;}

```

#### 泛型 (Generics)
WinRT支持泛型，所以C++/CX也支持。泛型类的信息被保留在元数据内，在运行时才实例化，而不是像C++模板那样在编译时示例化。编译器支持在一个类型中同时使用泛型和模板。
泛型类示例：
```
generic
<
typename
 
T
>
 

public
 
ref
 
class
 
bag
 

{

     
property
 
T
 
Item
;

};

```

## 元数据 (Metadata)
所有WinRT程序都通过元数据来描述其中的类型。元数据的格式和通用语言架构(CLI)为.NET Framework规定的标准一致。这个特性使得C++/CX、CLI语言和Javascript的代码可以互相引用。

## 运行库 (Runtime library)
C++/CX有一系列针对WinRT的代码库，帮助C++程序员将使用C++標準程式庫的代码移植到WinRT.